# 잔다리 페스타

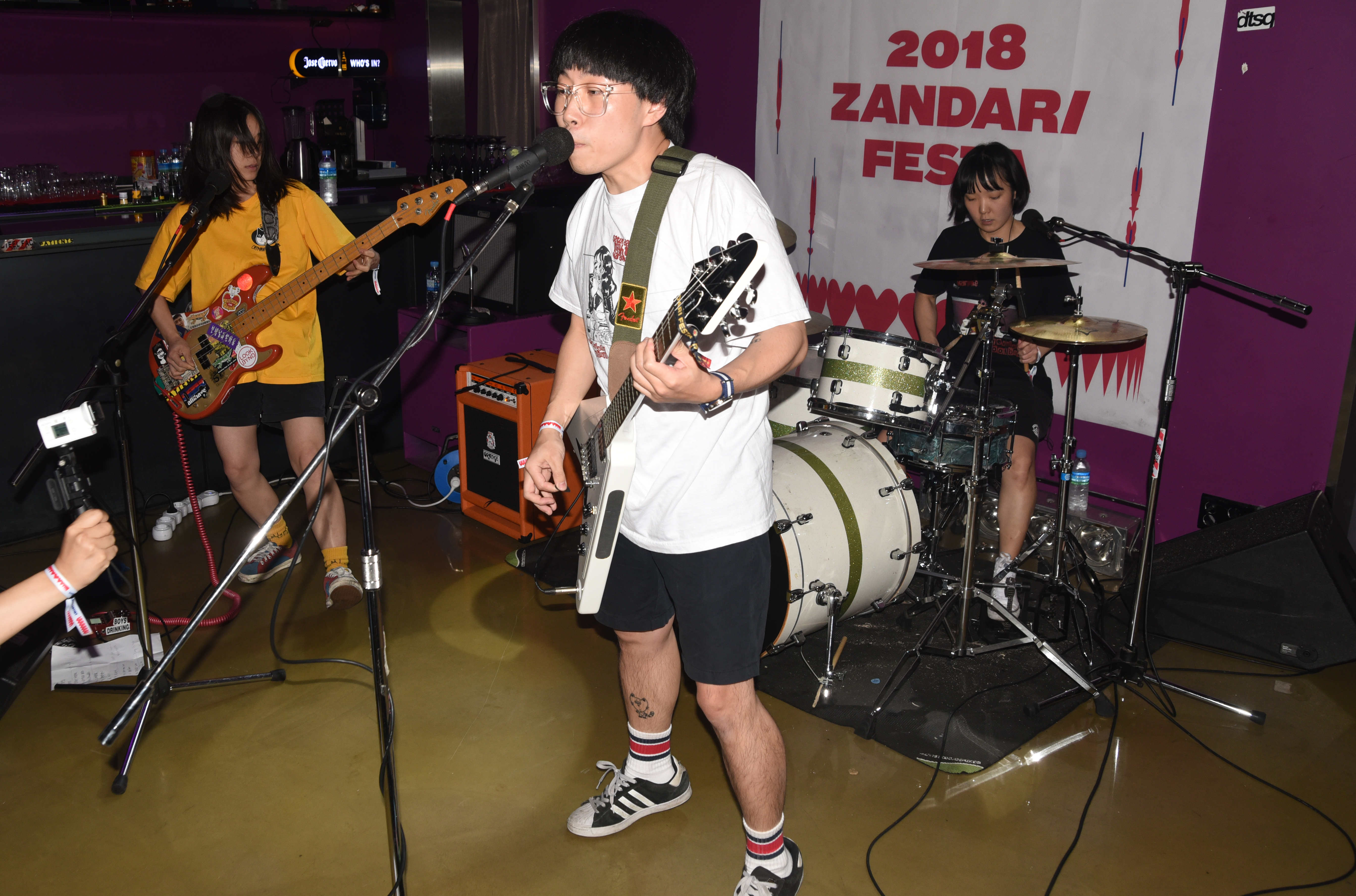
대구의 펑크밴드 드링킹소년소녀합창단이 2018년 10월 6일 잔다리 페스타 2018에서 공연하고 있다.

잔다리 페스타(Zandari Festa)는 서울 홍대 지역의 다양한 라이브 음악 장소와 기타 지역에서 3일간 열리는 음악제이자 쇼케이스이다.
2012년 처음 개최되어 지금에 이른다.
2018년 한국 조직자들은 DMZ 피스트레인 뮤직 페스티벌도 시작했다.

## 이름
'잔다리'는 역사적인 지명이다. 잔다리는 작은 다리를 뜻하며 서교동과 동교동에서 존재감이 있다.

## 저명한 행사
섹스 피스톨즈의 전 베이스 기타 연주자 글렌 맷록이 잔다리 2018에서 공연했다.
2013년, 케이팝 그룹 크레용팝이 깜짝 출연하여 메탈밴드 L.O.D와 함께 공연하였다.

## 같이 보기
- 대한민국의 음악제 목록